# Friedrich Euler (Ingenieur)

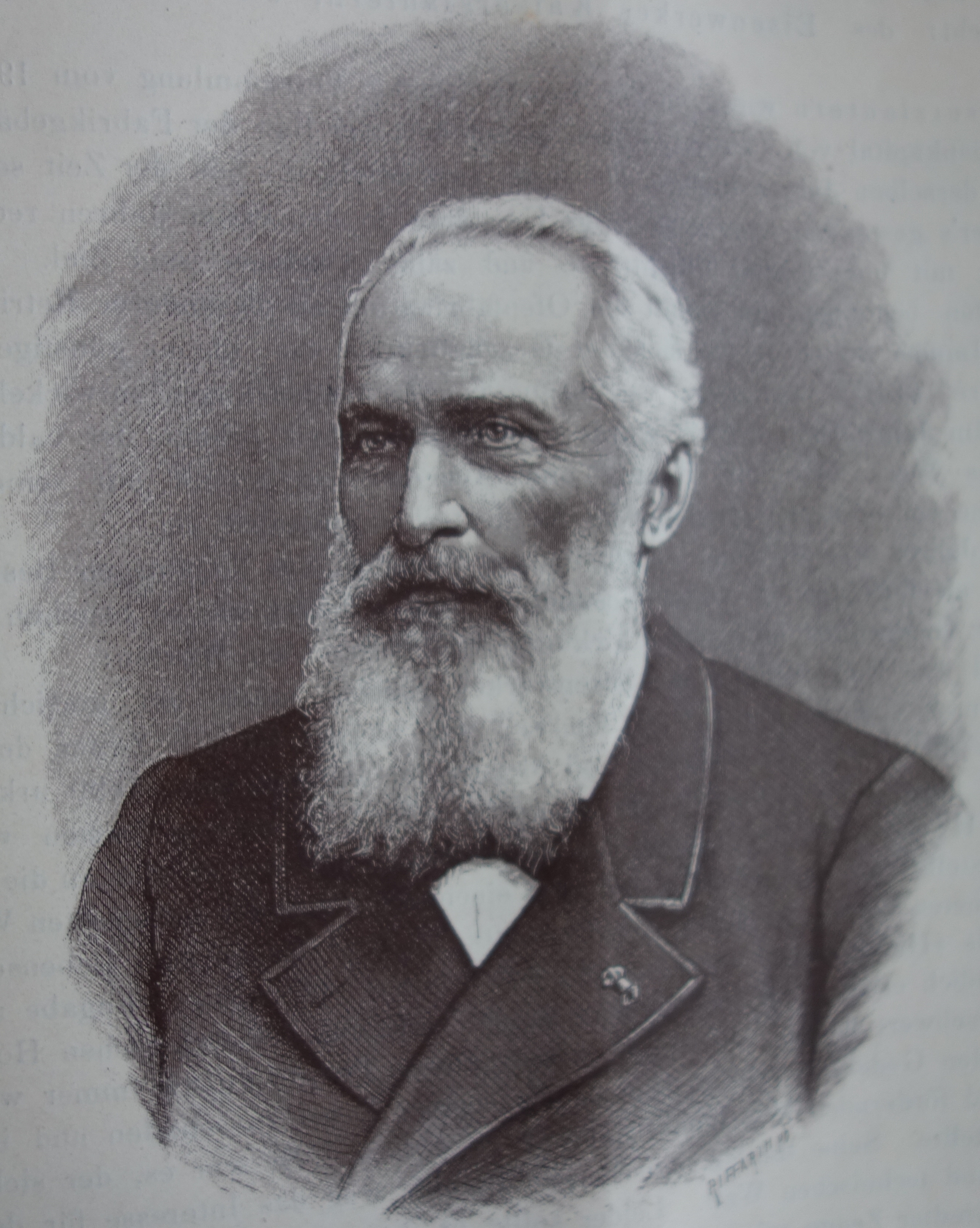
Friedrich Karl Euler

Carl Friedrich Euler (auch: Friedrich Karl Euler; * 20. Oktober 1823 in Sulzbach/Saar; † 27. März 1891 in Kaiserslautern) war ein deutscher Ingenieur. Er gründete die Eisenwerke Kaiserslautern (EWK) und die bedeutenden technischen Vereine AV Hütte und Verein Deutscher Ingenieure (VDI).

## Leben und Werk
Friedrich Euler besuchte zunächst die Elementarschule in Sulzbach, danach das Gymnasium in Kreuznach und die Gewerbeschule in Trier. Als Einjährig-Freiwilliger diente er ebenfalls in Trier. Praktisch war er danach auf der Sayner Hütte und in Alf an der Mosel tätig. Seine Ingenieurausbildung erhielt Euler am Königlich Preußischen Gewerbeinstitut Berlin, einem Vorgänger der TU Berlin. Dort gehörte er 1846 zu den Gründern des Vereins der Zöglinge des Königlichen Gewerbeinstitutes, der 1847 in Hütte umbenannt wurde. Nach seinem Studium ließ sich Euler noch bei einer Bank in Kreuznach kaufmännisch ausbilden. Seit 1851 war der Ingenieur als Hüttenmeister beim Freiherrlich Gienanthschen Hüttenwerk in Hochstein angestellt. 1854 übernahm er die Leitung des Gienanthschen Eisenwerks in Trippstadt.
Anlässlich eines Ausfluges zum 10. Stiftungsfest der Hütte wurde am 12. Mai 1856 in Alexisbad (Harz) der Verein Deutscher Ingenieure (VDI) gegründet. Für die Jahre 1856, 1857, 1878 und 1881 wurde er zum Vorsitzenden des VDI gewählt. Im Dezember 1856 initiierte er die Gründung des Pfalz-Saarbrücker Bezirksvereins des VDI, dessen Gründungsvorsitzender er wurde. 1880 wurde er Gründungsvorsitzender des Verbandes Deutscher Ingenieure für Heiz- und gesundheitstechnische Anlagen.
Auf Eulers Initiative wurde im September 1864 das Eisenwerk Kaiserslautern als Aktiengesellschaft gegründet. Bereits 1877 wurde das Unternehmen für seine gewerblichen Leistungen ausgezeichnet. Bis in die Mitte des 20. Jahrhunderts hinein lag der Tätigkeitsschwerpunkt bei Eisen- und Stahlkonstruktionen für die Bauindustrie und Brückenbau (seit 1872). 1868 wurde die Herstellung von Meidinger Öfen aufgenommen, ein Betriebszweig der seit 1874 auch Zentralheizungen und Heizungssystemen produzierte.
Friedrich Euler starb an den Folgen einer Lungenentzündung. Zum Zeitpunkt seines Todes zählte der VDI über 7000 Mitglieder, das Eisenwerk Kaiserslautern über 600 Mitarbeiter.

## Ehrungen

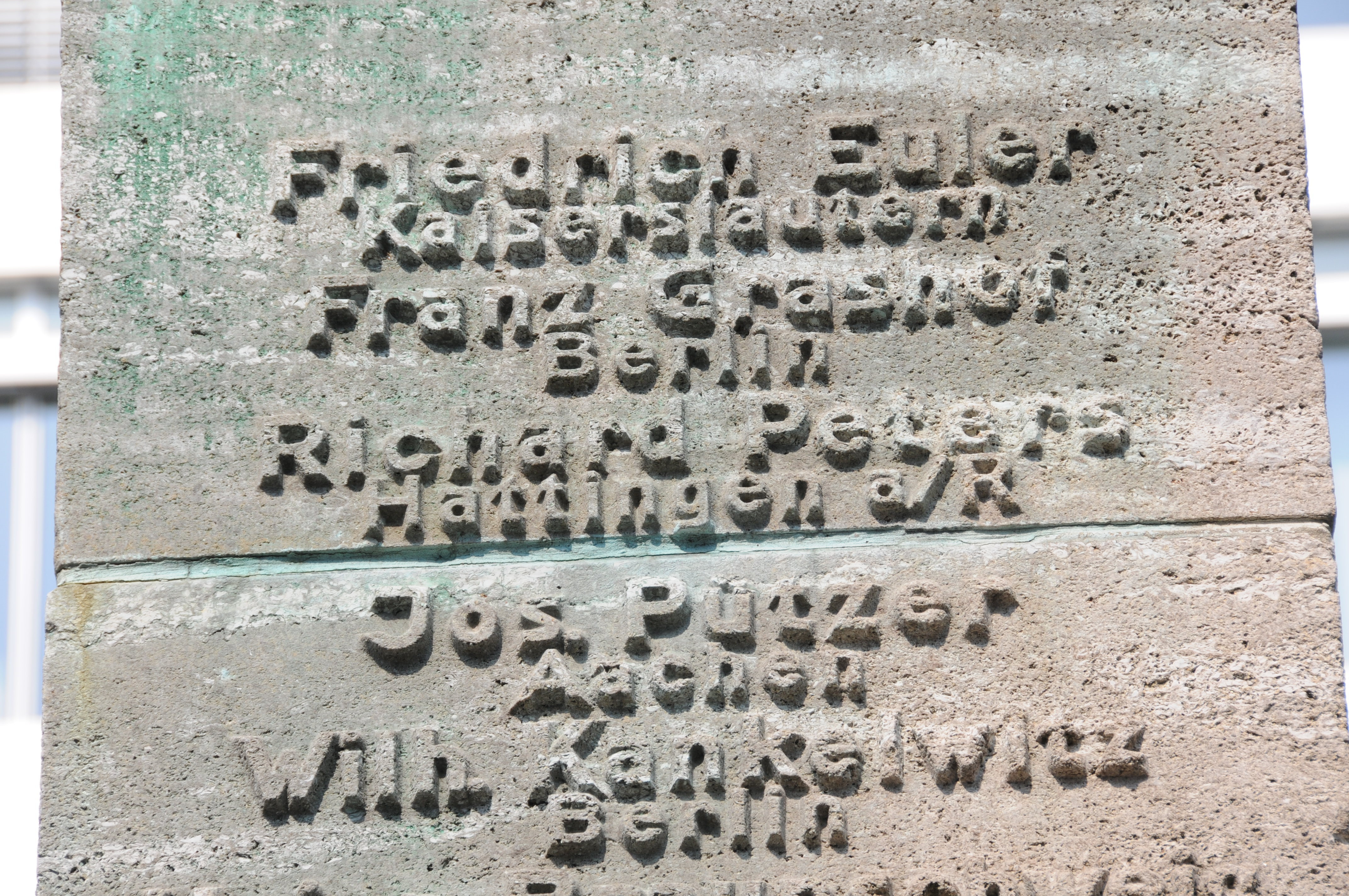
Der Name von Euler auf der Säule des Denkmals, das zum 75-jährigen Bestehen des VDI errichtet wurde

Friedrich Euler wurde zum Königlich Bayerischen Kommerzienrat ernannt. Der Großherzog von Baden verlieh ihm den Zähringer Löwenorden 1. Klasse. Der VDI ernannte ihn 1889 zum Ehrenmitglied. Sein Name steht auf dem Denkmal, das anlässlich des 75-jährigen Vereinsjubiläums in Alexisbad errichtet wurde und seit 1981 in Düsseldorf steht.

## Familie
Friedrich Euler war ein Sohn des Pfarrers und späteren Superintendenten Adolf Euler. Er hatte zwei Töchter, zu den Schwiegersöhnen gehörte der Architekt Karl Spatz. Zu Eulers Verwandten zählen die Nobelpreisträger Hans von Euler-Chelpin und  Ulf von Euler sowie von Muttersseite der Pietist Philip Jakob Spener. Der Turnpädagoge und Schriftsteller Carl Philipp Euler (1828–1901) war sein jüngerer Bruder.